# Neottiella albocincta
Neottiella albocincta är en svampart som först beskrevs av Berk. & M.A. Curtis, och fick sitt nu gällande namn av Pier Andrea Saccardo 1889. Neottiella albocincta ingår i släktet Neottiella och familjen Pyronemataceae.   Inga underarter finns listade i Catalogue of Life.